# NGC 1737
NGC 1737 is een emissienevel in het sterrenbeeld Goudvis. Het hemelobject werd op 11 november 1836 ontdekt door de Britse astronoom John Herschel.

## Synoniemen
- ESO 56-EN20